# Засєдатєлєв В'ячеслав Васильович
В'ячеслав Васильович Засєдатєлєв (рос. Вячеслав Васильевич Заседателев; 14 березня 1923, Колпни — 27 лютого 1996, Київ) — радянський офіцер, Герой Радянського Союзу, в роки радянсько-німецької війни командир відділення 218-го гвардійського стрілецького полку 77-ї гвардійської стрілецької дивізії 61-ї армії Центрального фронту, гвардії старший сержант.

## Біографія
Народився 14 березня 1923 року в селі Колпнах (нині — селище Орловської області) в селянській родині. Росіянин. Член КПРС з 1953 року. У 1941 році закінчив десять класів середньої школи. Працював на целюлозно-паперовому комбінаті.
У січні 1942 року призваний до лав Червоної Армії. Навчався в Лепельському військовому піхотному училищі. У боях радянсько-німецької війни з серпня 1943 року. Воював на Донському, Брянському, Центральному і 1-му Білоруському фронтах. Був двічі поранений.
В ніч на 27 вересня 1943 року гвардії старший сержант В. В. 3асєдатєлєв в першому десантному човні переправився на правий берег Дніпра в районі села Неданчичів Ріпкинського району Чернігівської області і закріпився на плацдармі. Разом з бійцями відбив всі контратаки противника. Своїми діями група десантників забезпечила форсування водної перешкоди іншими підрозділами.
Указом Президії Верховної Ради СРСР від 15 січня 1944 року за мужність і героїзм, проявлені при форсуванні Дніпра і утриманні плацдарму гвардії старшому сержантові В'ячеславу Васильовичу Засєдатєлєву присвоєно звання Героя Радянського Союзу з врученням ордена Леніна і медалі «Золота Зірка» (№ 3243).
У 1946 році закінчив Московське військово-інженерне училище, у 1956 році — Військово-інженерну академію. З січня 1973 року полковник В. В. 3асєдатєлєв — в запасі.

Могила В. В. Засєдатєлєва

Жив у Києві. Помер 27 лютого 1996 року. Похований на Лук'янівському військовому кладовищі в Києві.

## Нагороди, пам'ять
Нагороджений орденами Леніна, Вітчизняної війни 1-го ступеня, Червоної Зірки, медалями.
Бюст Героя встановлений у селищі Колпнах Орловської області.